# Кадусії

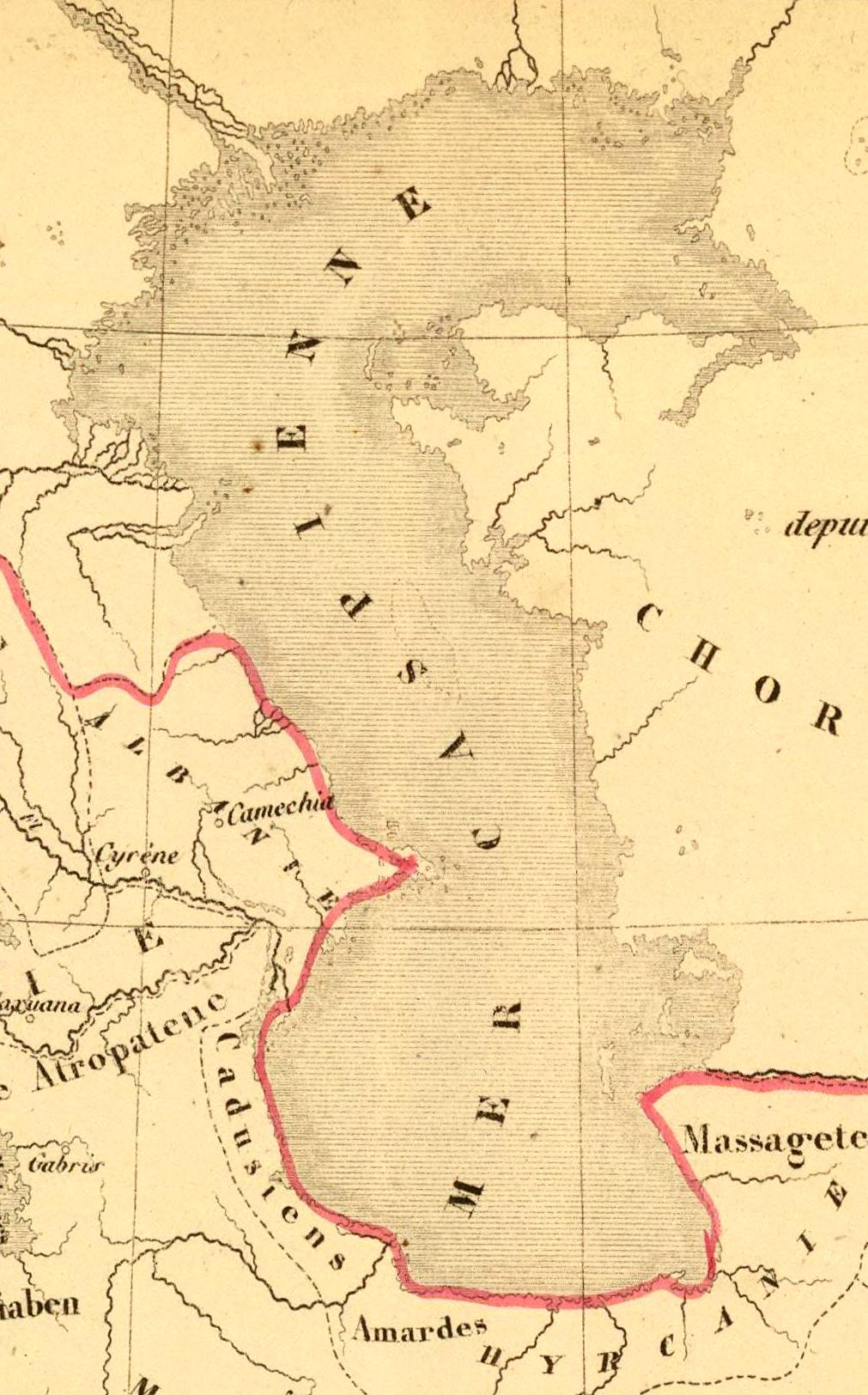
Кадусії на південно-західному узбережжі Каспійського моря

Кадусії (перс. کادوسیان) — стародавній народ, що населяв південно-західне узбережжя Каспійського моря. 

## Історія
Кадусії згадуються у творах багатьох античних авторів (Арріан, Ксенофонт, Страбон). Були залежними від держави Ахеменідів. Проживали між річками Кура та Сефідруд. Арріан згадував про ополчення кадусіїв, що билось на боці персів у битві при Гавгамелах. Кадусії там згадуються окремо від сусідніх народів: албанів, мідян і гірканів. Не зрозумілий зв'язок кадусіїв та каспіїв, яких згадував Геродот і помістив їх на тій же території. 
Мова кадусіїв невідома. Є припущення про іраномовність того народу. 
Нащадками кадусіїв вважаються талиші або гілянці.